# Macropiper latifolium
Macropiper latifolium är en pepparväxtart som först beskrevs av Carl von Linné d.y., och fick sitt nu gällande namn av Friedrich Anton Wilhelm Miquel. Macropiper latifolium ingår i släktet Macropiper och familjen pepparväxter. Inga underarter finns listade i Catalogue of Life.